# Mondorff

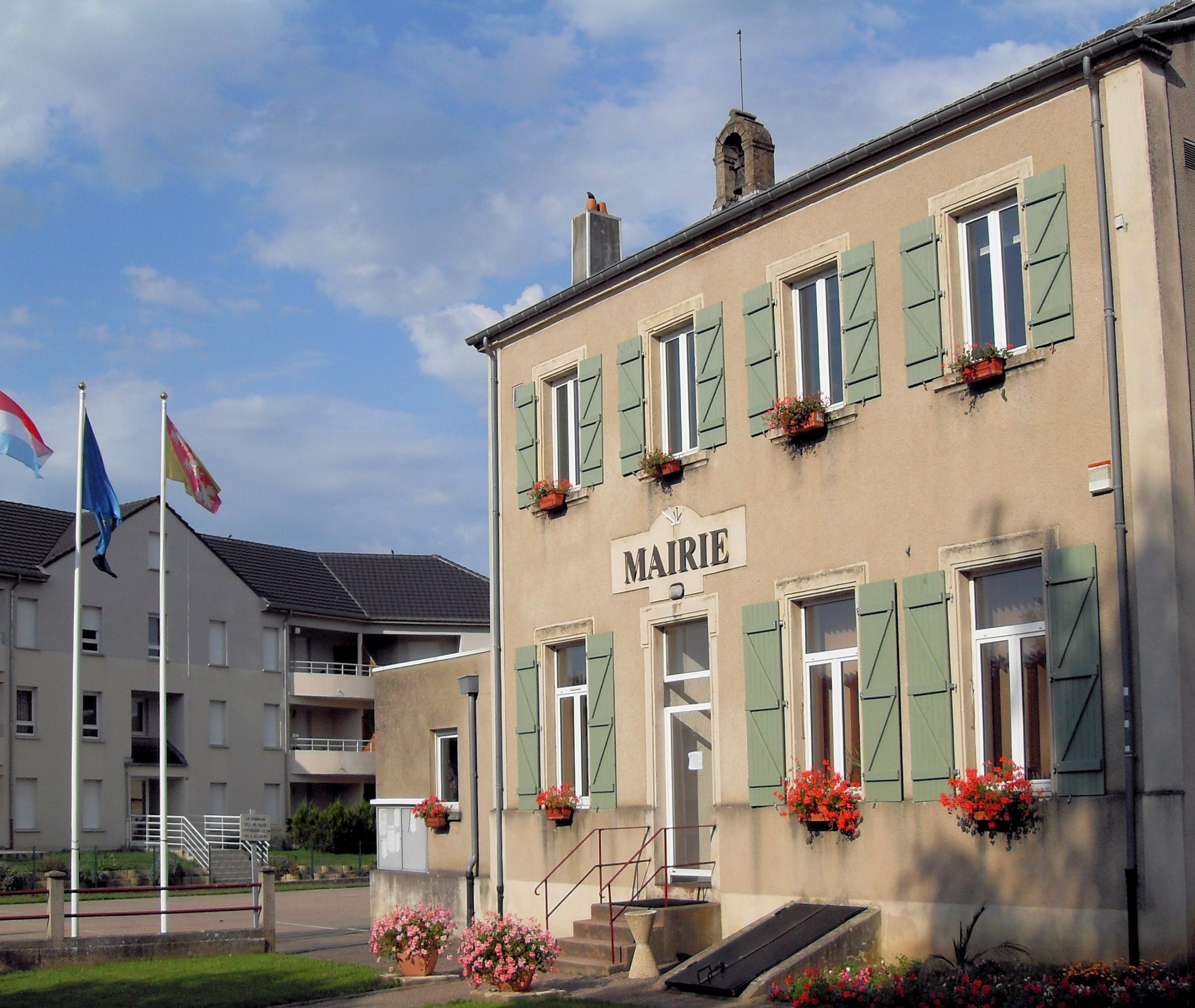
Rathaus Mondorff

Mondorff (deutsch Mondorf, lothringisch Munnerëf) ist eine französische Gemeinde mit 582 Einwohnern (Stand 1. Januar 2022) im Département Moselle in der Region Grand Est (bis 2015 Lothringen). Sie gehört zum Arrondissement Thionville und zum Kanton Yutz.

## Geographie
Mondorff liegt im historischen Lothringen, etwa 17 Kilometer nordöstlich von Thionville (Diedenhofen) am Flüsschen Gander, das hier die Grenze zu Luxemburg bildet, auf einer Höhe zwischen 187 und 263 m über dem Meeresspiegel; die mittlere Höhe beträgt 192 m. Das Gemeindegebiet umfasst 3,84 km². Nachbargemeinden sind Puttelange-lès-Thionville (Püttlingen) in Frankreich und Bad Mondorf in Luxemburg.

## Geschichte
Der Ort gehörte zum Bistum Metz. Mondorff ist der Südteil der größeren luxemburgischen Gemeinde Bad Mondorf/Mondorf-les-Bains.
Im Jahr 960 wurde der Name des Ortes als „Muomundorf“ angegeben und wandelte sich im Laufe der Jahrhunderte bis 1681 zu Mondorff. Durch den Vertrag von Versailles vom 16. Mai 1769 zwischen Frankreich und Österreich wurde die Grenze zwischen der Österreichischen Niederlande und dem französischen Königreich neu festgelegt und dabei im Artikel XVIII der Ort Mondorff in das französische Mondorff und das luxemburgische Mondorf-les-Bains längs dem Flüsschen Gander aufgeteilt. Seit dieser Zeit gehört auch der südlich der Gander gelegene Teil des Mondorfer Ortsteils Altwies zu Mondorff und wird hier als hameau de Altwies (Weiler Altwies) bezeichnet.

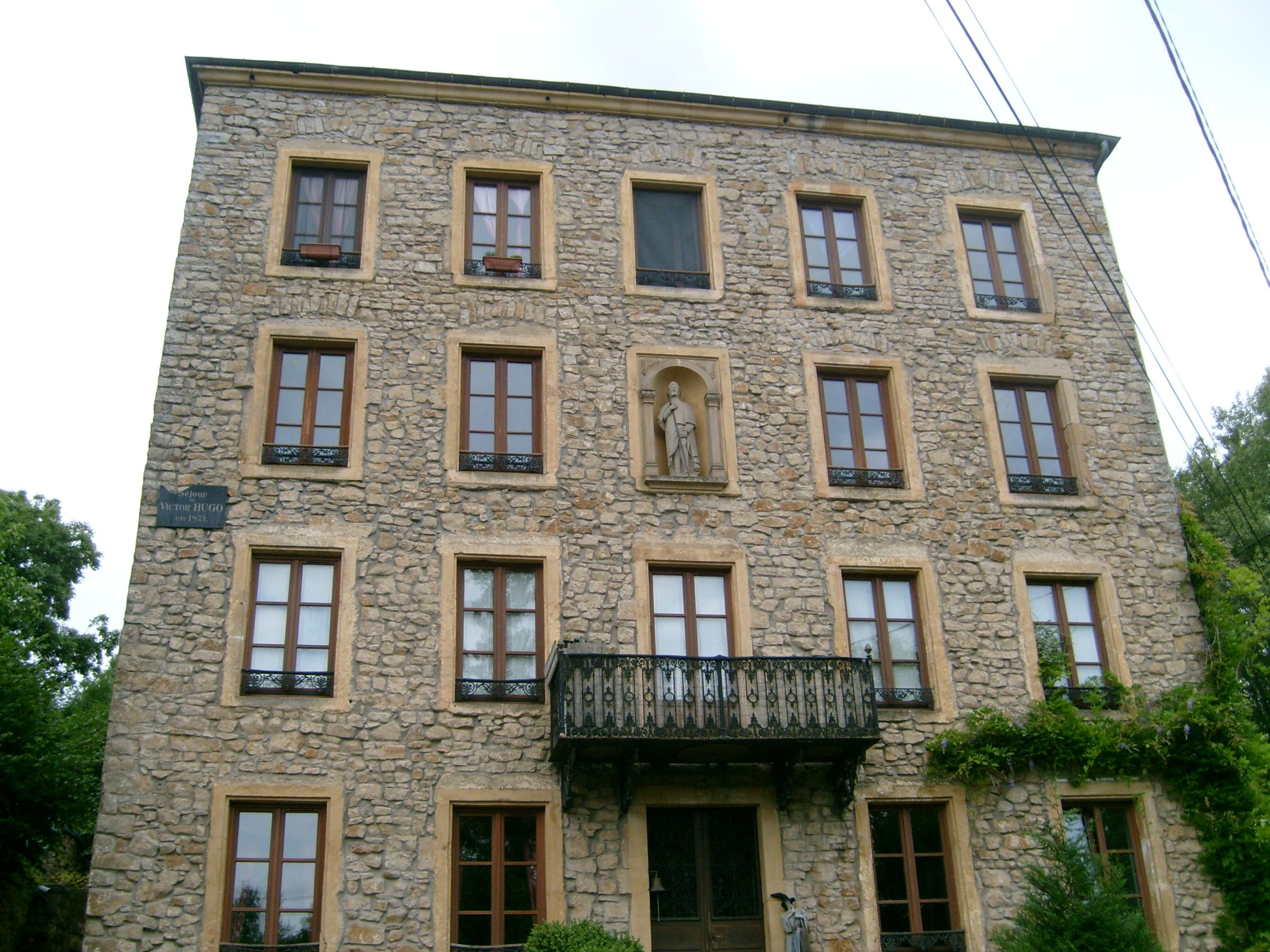
Ehemaliges Hôtel de Paris in Altwies (Mondorff)

In der Zeit vom 17. Juni 1841 bis zum 16. Juni 1846 wurden hier Bohrungen durchgeführt, um Steinsalz zu finden. In einer Tiefe von 502 m wurde eine lauwarme Solequelle gefunden, die anschließend zu Kurzwecken verwendet wurde. Dies spiegelt sich in dem Namenszusatz „Bad“ oder „les-Bains“ des luxemburgischen Ortes wider.
Durch den Frankfurter Frieden vom 10. Mai 1871 kam die Region an das deutsche Reichsland Elsaß-Lothringen, und das Dorf wurde dem Kreis Diedenhofen-Ost im Bezirk Lothringen zugeordnet. Die Dorfbewohner betrieben Getreidebau und Viehzucht.  Nach dem Ersten Weltkrieg musste die Region aufgrund der Bestimmungen des Versailler Vertrags 1919 an Frankreich abgetreten werden und wurde Teil des Département Moselle. Im Zweiten Weltkrieg war die Region von der deutschen Wehrmacht besetzt.
Der zu Mondorff gehörende Weiler Altwies wurde durch Victor Hugo bekannt, der hier im August/September 1871 in dem 1865 erbauten Hôtel de Paris für drei Wochen wohnte und im luxemburgischen Mondorf die Kureinrichtungen nutzte. Die Brücke über die Gander, die den französischen Weiler mit dem luxemburgischen Altwies verbindet, trägt heute den Namen Pont Victor Hugo. Das Hôtel de Paris (Lage) stellte 1890 seinen Betrieb ein. Über die Nachnutzung in der Zeit bis 1933 ist nichts bekannt. Von 1933 bis Ende 1936 beherbergte es den Kibbuz HaOlim, in dem sich vorwiegend aus dem Deutschen Reich geflohene junge Zionisten auf ihre Alija nach Palästina vorbereiteten.
Der Ortsname leitet sich angeblich von Muomina, einer Nichte Karls des Großen, ab.
Das Andreaskreuz im Gemeindewappen ist dem Wappen der Familie La Cour entlehnt, die in Mondorff begütert war. Die Lilien (Fleur-de-Lys) stehen für die Zugehörigkeit zu Frankreich.

### Bevölkerungsentwicklung
| Jahr      | 1962 | 1968 | 1975 | 1982 | 1990 | 1999 | 2007 | 2019 |
| --------- | ---- | ---- | ---- | ---- | ---- | ---- | ---- | ---- |
| Einwohner | 154  | 154  | 147  | 286  | 399  | 446  | 526  | 525  |

## Sehenswürdigkeiten

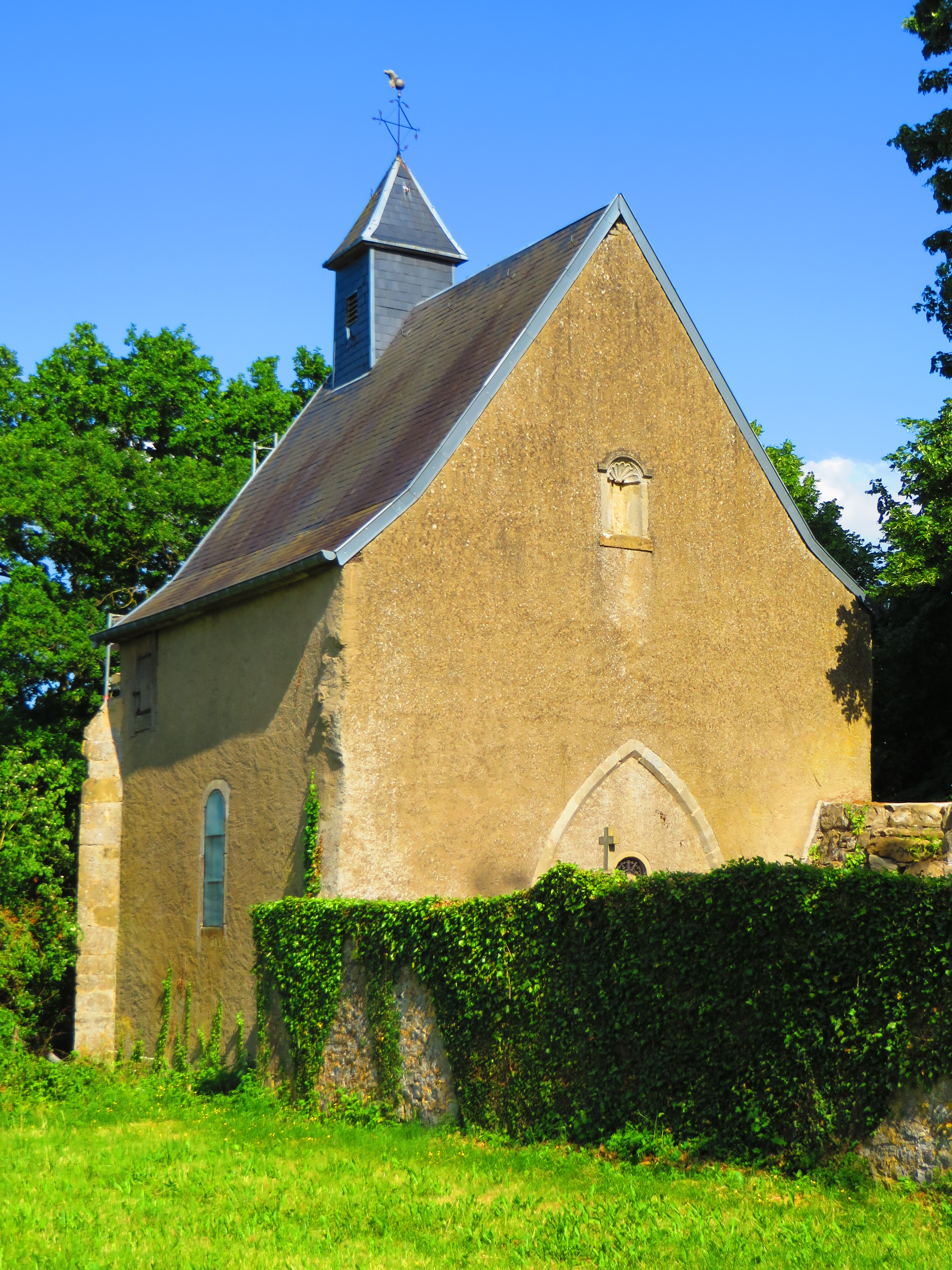
St. Sauveur

Die Kapelle Saint-Sauveur steht am Rand einer Waldlichtung nordöstlich des Ortes nahe der Grenze zu Luxemburg. Sie ist zu Ehren des Salvator mundi (auch: Erlöser, französisch: Sauveur) geweiht. Dieser Ort auf dem Weg nach Altwies wird „Le Castel – De Kaaschtel“ genannt, da hier eine Römerstraße entlang führte und an dieser Stelle ein befestigtes „Castrum“ (Castellum) vermutet wird. Ab 1571 wird eine Wallfahrt hierher bezeugt. Die Kapelle war ursprünglich viel größer; heute ist nur noch der Chor des ehemaligen Gebäudes als Kapelle erhalten.

## Belege
1. 1 2  Eugen H. Th. Huhn: Deutsch-Lothringen. Landes-, Volks- und Ortskunde, Stuttgart 1875, S. 328–329 (google.books.de).
2. ↑  Convention entre l'Impératrice Reine de Hongrie et de Bohême et le Roi Très-Chrétien, Concernant les Limites des États Respectifs aux Pays-Bas, et les Contestations y relatives. Du 16 Mai 1769. L'Imprimerie Royale, Brüssel 1769 (französisch, 38 S., Volltext in der Google-Buchsuche)., S. 16, Article XVIII.
3. ↑  Histoire de Mondorff. In: Internetpräsenz Gemeinde Mondorff/France. Campagnol.fr, Lyon/France, abgerufen am 10. November 2023 (französisch).
4. ↑  Commune de Mondorff: Histoire de Mondorff, abgerufen am 1. Dezember 2024
5. ↑  Eine schöne alte Postkartenansicht des Hôtel de Paris ist bei Dieter Basien zu finden. Zwei weitere schöne Bilder sind auf der Webseite Bilderband einiger Hotels in Luxemburg zu finden.
6. ↑  Theodor Valentiner, F. Baumann, Cushing/Whitney Medical Library Yale University: Handbuch der allgemeinen und speciellen Balneotherapie. Georg Reimer, Berlin 1873, S. 237–238 (Textarchiv – Internet Archive).
7. ↑  P. J. van Kerckhoff: Analyse des Mineralwassers von Mondorff bei Luxemburg. In: Otto Linné Erdmann, Richard Felix Marchand (Hrsg.): Journal für praktische Chemie. Band 43, Heft 6. Verlag von Johann Ambrosius Barth, Leipzig 1848, S. 350–367 (Textarchiv – Internet Archive).
8. 1 2  Dieter Basien: Vom Jangeli über den Kibbuz zum Castel
9. ↑  Wappenbeschreibung auf genealogie-lorraine.fr (französisch)
10. ↑  Syndicat d’Initiative de Mondorf-les-Bains: Le Castel (Memento des Originals vom 30. Juni 2017 im Internet Archive)  Info: Der Archivlink wurde automatisch eingesetzt und noch nicht geprüft. Bitte prüfe Original- und Archivlink gemäß Anleitung und entferne dann diesen Hinweis. (französisch)
11. ↑  Website Mondorf-les-Bains – Tourisme (Memento des Originals vom 22. Dezember 2015 im Internet Archive)  Info: Der Archivlink wurde automatisch eingesetzt und noch nicht geprüft. Bitte prüfe Original- und Archivlink gemäß Anleitung und entferne dann diesen Hinweis. (französisch)